# Sexo baunilha
Baunilha ou vanilla é o nome que, dentro do jargão da subcultura BDSM, aplica-se ao chamado sexo convencional. Predominantemente, o termo é utilizado para denominar as condutas sexuais que caem dentro da faixa de normalidade para uma determinada cultura ou subcultura, e se refere geralmente aos comportamentos sexuais que não incluem elementos de BDSM, parafilias, kinks ou fetichismos. Usa-se o termo também em forma pejorativa e nesse sentido indica sexo "pouco ousado" ou "entediado".

## Etimologia
O termo "baunilha" em "sexo de baunilha" deriva do uso do extrato de baunilha como aromatizante básico para sorvete e, por extensão, significa simples ou convencional. Em relacionamentos em que apenas um parceiro desfruta de formas menos convencionais de expressão sexual, o parceiro que não gosta de tais atividades tanto quanto o outro é frequentemente chamado de parceiro baunilha. Como tal, é fácil para eles serem erroneamente rotulados como não aventureiros em questões sexuais. Embora não se saiba quando esse termo foi usado pela primeira vez, Gayle Rubin o usou já em 1984, em seu ensaio Reflecting on Sex: Notes for a Radical Theory of Sexuality.

## Descrição
O que é considerado sexo convencional depende de normas culturais e subculturais. Entre os casais heterossexuais do mundo ocidental, por exemplo, muitas vezes se refere à relação sexual na posição de missionário. Também pode se referir ao sexo com penetração que não inclui nenhum elemento BDSM, parafilia ou fetiche.
Segundo o British Medical Journal o sexo convencional entre colegas homossexuais é o "sexo que não vai para além do afeto, masturbação mútua, sexo oral e anal". Ademais incluem-se os atos sexuais não penetrativos, como sexo intercrural, frot, sumata e tribadismo; esta última é uma prática comum entre lésbicas e sáficas, mas raramente estudada.